# Cerignale
Cerignale est une commune italienne de la province de Plaisance dans la région Émilie-Romagne en Italie.

## Administration
| Période                                  | Période | Identité | Étiquette | Qualité |
| ---------------------------------------- | ------- | -------- | --------- | ------- |
|                                          |         |          |           |         |
| Les données manquantes sont à compléter. |         |          |           |         |

### Hameaux
Cà d'Abrà, Cariseto, Carisasca, Casale, Castello, La Serra, Lisore, Loc. Madonna, Oneto, Ponte Organasco, Rovereto, Santa Maria, Selva, Zermogliana

### Communes limitrophes
Brallo di Pregola, Corte Brugnatella, Ferriere, Ottone, Zerba